# 蛾形文心蘭屬
蛾形文心蘭屬（学名：Psychopsis），也称拟蝶唇兰属，为蘭科下的一个屬。蛾形文心蘭為文心蘭（Oncidium）的近緣屬，很多資料將它放在文心蘭屬中。由於它跟一般常見的文心蘭無論在外型或是開花習性上都有明顯差異，所以有些學者讓它自成一屬Psychopsis，中文相對應屬名為「蛾形文心蘭屬」。值得注意的是英文也有「蛾蘭/Moth Orchid」一詞，為拉丁學名Phalaenopsis的俗稱。
Phalaenopsis由希臘文phalaina（蛾）與opsis（樣貌）組合而成。有趣的是Phalaenopsis/Moth Orchid在中文的對應詞為蝴蝶蘭，而中文說的蛾形文心蘭在英文卻俗稱為Butterfly Orchid，應該雙方都是為了避免與更早先的命名造成混淆而有此命名上的巧合現象。

## 下属物种
本属包括以下物种：
- Psychopsis krameriana (Rchb.f.) H.G.Jones
- 蝶唇兰 Psychopsis papilio (Lindl.) H.G.Jones
- Psychopsis sanderae (Rolfe) Lückel & Braem
- Psychopsis versteegiana (Pulle) Lückel & Braem

## 引文出處
1. ↑  . （原始内容存档于2021-02-07）.
2. ↑  . （原始内容存档于2019-07-20）.
3. ↑  . GBIF.   [2022-06-20]. （原始内容存档于2022-02-04）.